# Lois Lowry
Pour les articles homonymes, voir Lowry.
Œuvres principales
- Le Passeur
- Compte les étoiles
- L'Élue (en)
- Messager (en)
- Le Fils (en)

Lois Lowry, née le 20 mars 1937 à Honolulu à Hawaï, est une écrivaine américaine.

## Biographie

### Enfance et formation
Lois Lowry, née Lois Ann Hammersberg, a une sœur aînée, Helen, et un petit frère, Jon. Elle se décrit comme une enfant indépendante et solitaire, vivant surtout dans les livres.
Son père conduit une carrière militaire puisqu'il exerce sa profession de dentiste dans l'armée américaine. La famille déménage donc souvent. Au cours de son enfance, Lois Lowry vit à New-York (1939-1942), à Carlisle, en Pennsylvanie (1942), puis au Japon à Tokyo (1948-1950). Elle fait ses études secondaires à Brooklyn Heights New York, puis étudie au Pembroke College de l'université Brown à Rhode Island à partir de 1954.
Après deux ans d'études littéraires, elle quitte l'école à 19 ans et épouse Donald Grey Lowry, un officier de marine avec qui elle a quatre enfants et voyage beaucoup. En 1972, elle décroche un diplôme en littérature anglaise à l'Université du Sud du Maine à Portland.

### Carrière d'écrivaine
Lois Lowry commence véritablement à écrire à partir de 1977, l'année de son divorce, avec la publication de A Summer to Die, inspiré du décès de sa soeur. Elle marque ainsi son entrée dans la littérature jeunes adultes où elle alterne entre dystopies et fantaisie. Elle est reconnue pour sa capacité à traiter des sujets difficiles et la finesse de la sensibilité et de la compréhension de l'expérience humaine qu'elle en fait.
En 1989, elle publie un roman historique sur la Seconde Guerre mondiale, Number the Stars, récompensé par la médaille Newbery l'année suivante.
En 1993, elle publie Le Passeur, une dystopie sur l'individualisme, la mémoire et la liberté, qui devient un roman classique de la littérature jeunes adultes,. Le livre est par la suite adapté au cinéma et en BD.
En 2020, elle publie un livre de poésie inspiré de ses souvenirs pour raconter les événements de la Seconde Guerre mondiale.
Elle est aussi photographe et journaliste indépendante par ailleurs. Aujourd'hui, elle vit à Cambridge (Massachusetts).

## Prix
Lois Lowry fait partie des six auteurs à avoir reçu deux fois la prestigieuse médaille Newbery, qui récompense chaque année le meilleur livre pour enfants américain. Elle a reçu cette distinction pour Compte les étoiles en 1990 puis pour Le Passeur en 1993,, celui-ci étant ensuite adapté en film par Phillip Noyce en 2014 sous le titre The Giver.
Gooney Bird Greene remporte le Rhode Island Children's Book Award.

## Œuvres

### SérieAnastasia Krupniœk
1. Les Idées folles d'Anastasia, La Farandole, 1983 ((en) Anastasia Krupnik, 1979)Réédité aux éditions L'École des loisirs en 1996 sous le titre Anastasia Krupnik
2. C'est encore Anastasia, L'École des loisirs, 1997 ((en) Anastasia Again!, 1981)
3. Anastasia à votre service, L'École des loisirs, 1991 ((en) Anastasia at Your Service, 1982)
4. Anastasia, demande à ton psy !, L'École des loisirs, 1990 ((en) Anastasia, Ask Your Analyst, 1984)
5. Anastasia et ses songes, L'École des loisirs, 2001 ((en) Anastasia on Her Own, 1985)
6. Anastasia connaît la réponse, L'École des loisirs, 1999 ((en) Anastasia Has the Answers, 1986)
7. Une carrière de rêve pour Anastasia, L'École des loisirs, 2005 ((en) Anastasia's Chosen Career, 1987)
8. Le Nom de code d'Anastasia, L'École des loisirs, 2004 ((en) Anastasia at This Address, 1991)
9. Anastasia avec conviction, L'École des loisirs, 2002 ((en) Anastasia Absolutely, 1995)

### SérieSam Krupnik
1. Toute la vérité sur Sam, L'École des loisirs, 1999 ((en) All About Sam, 1988)
2. (en) Attaboy Sam!, 1992
3. (en) See You Around, Sam!, 1996
4. (en) Zooman Sam, 1999

### SérieTate Family
1. (en) The One Hundredth Thing About Caroline, 1983
2. (en) Switcharound, 1985
3. (en) Your Move, J.P.!, 1990

### SérieLe Quatuor
1. Le Passeur, L'École des loisirs, 1994 ((en) The Giver, 1993)Adapté au cinéma par Phillip Noyce sous le titre The Giver sorti en 2014
2. L'Élue (en), Gallimard Jeunesse, 2001 ((en) Gathering Blue, 2000)
3. Messager (en), L'École des loisirs, 2004 ((en) Messenger, 2004)
4. Le Fils (en), L'École des loisirs, 2014 ((en) Son, 2012)

### SérieGooney Bird
1. (en) Gooney Bird Greene, 2002
2. (en) Gooney Bird and the Room Mother, 2006
3. (en) Gooney the Fabulous, 2007
4. (en) Gooney Bird Is So Absurd, 2009
5. (en) Gooney Bird on the Map, 2011

### Autres
- Un été pour mourir, Duculot, 1979 ((en) A Summer to Die, 1977). Ressorti en France en 2017 sous le titre Cinq centième de seconde, Casterman
- (en) Here in Kennebunkport, 1978
- (en) Find a Stranger, Say Goodbye, 1978
- Les Ombres d'Autumn Street, Flammarion, 1987 ((en) Autumn Street, 1980),  trad. de l'américain par Martine Delattre
- (en) Taking Care of Terrific, 1983
- (en) Us and Uncle Fraud, 1984
- (en) Rabble Starkey, 1987
- Compte les étoiles, L'École des loisirs, 1990 ((en) Number the Stars, 1989)
- Les Mémoires d'un chien, L'École des loisirs, 2004 ((en) Stay! Keeper's Story, 1997)
- (en) Looking Back, 1998
- Le Garçon qui se taisait, L'École des loisirs, 2005 ((en) The Silent Boy, 2003)
- Passeuse de rêves, L'École des loisirs, 2010 ((en) Gossamer, 2006)
- Les Willoughby, L'École des loisirs, 2010 ((en) The Willoughbys, 2008)
- (en) Crow Call, 2009
- Le Bal d'anniversaire, L'École des loisirs, 2011 ((en) The Birthday Ball, 2010)
- (en) Bless This Mouse, 2011
- (en) Like the Willow Tree, 2011

## Prix et distinctions
- 1982 : (international) « Honour List »[9] de l' IBBY pour Autumn Street (Les Ombres d'Autumn Street)
- 1990 : Médaille Newbery pour Compte les étoiles
- 1994 : Médaille Newbery pour Le Passeur
- 1996 : Young Reader's Choice Award, catégorie Junior, pour Le Passeur
- 2012 : Sélection 14e cérémonie des Teen Choice Awards catégorie Livre, pour Le Passeur
- 2013 : Sélection Prix Locus du meilleur roman pour jeunes adultes pour Le Fils (Son)